# Fútbol en Chipre
El fútbol es el deporte más popular de Chipre.
Al menos de alguna esporádicas victorias sorpresas frente a los países mejor clasificados, sobre todo de local, la selección nacional no ha tenido ningún éxito. Por otra parte, los clubes chipriotas han alcanzado la fase de Grupos de la Liga de Campeones tres veces en los últimos años; lo que ha hecho de Chipre el estado soberano más pequeño (tanto en términos de superficie y población) que ha sido representado en la fase principal del torneo de clubes más prestigioso de Europa, desde la introducción de la fase de grupos en 1992. El APOEL FC hizo historia en 2012 al ser el primer equipo chipriota en alcanzar los cuartos de final de la Liga de Campeones.
Por otra parte, la asociación nacional ha organizado varios eventos de la FIFA y de la UEFA (torneos, cursos, reuniones).

## Historia
El fútbol fue introducido a Chipre a principios del siglo XX por los británicos (Canon Frank Darvall Newham, fundador de The English School, Nicosia). Inicialmente jugado en las escuelas de la isla, resultó muy popular y una serie de clubes fueron debidamente formado. Los clubes de fútbol sólo jugaron partidos amistosos y la primera liga no oficial en toda la isla se organizó en 1932.
La rivalidad entre los equipos que soportan diferentes partidos políticos ha crecido intensamente durante las décadas y los partidos resultaron en conflictos sangrientos entre los aficionados. Los aficionados se enorgullecen en extremo por sus equipos, y no solo por la historia de su equipo, sino también por la conexión que su partido político tiene con su equipo. Los aficionados de extrema derecha agitan símbolos fascistas durante los partidos, mientras que los simpatizantes de ala izquierda ondean símbolos asociados con el comunismo. Los fanáticos más extremos del AC Omonia en la temporada 2011-2012 hicieron una enorme coreografía de la hoz y el martillo, mientras que el APOEL FC y otros clubes de fútbol de derecha agitaron símbolos fascistas. Los dos equipos mencionados anteriormente tienen una rivalidad a menudo violenta, provocando muchos heridos y muertos entre ellos.

### Asociación de Fútbol de Chipre
Los clubes se unieron al aceptar que un organismo oficial era necesaria para regular el deporte. En septiembre de 1934, se formó la Asociación de Fútbol de Chipre (en griego: Κυπριακή Ομοσπονδία Ποδοσφαίρου, KOP) y los partidos pronto se establecieron de manera oficial. La asociación se convirtió en miembro de la FIFA en 1948 y miembro de la UEFA en 1962.

### Asociación de Futbolistas Panchipriota
Hasta mediados de la década de 1980, los futbolistas en Chipre no tenían ninguna organización o sindicato que promoviera sus intereses. A los jugadores se les solía pagar pequeños salarios y necesitaban tener otros trabajos con el fin de mantenerse a sí mismos y a sus familias. El 12 de diciembre de 1987 fue creada la Asociación de Futbolistas Panchipriota (en griego: Παγκύπριος Σύνδεσμος Ποδοσφαιριστών, PSP). El 25 de febrero de 1997, la PSP se convirtió en un miembro de la FIFPro.
Hasta 2009, había 52.403 futbolistas (19.203 registrados) y 108 equipos de fútbol en Chipre.

## Sistema de ligas
El organismo rector del fútbol en Chipre es la Asociación de Fútbol de Chipre. La primera liga oficial se organizó en 1934. La Asociación de Fútbol de Chipre supervisa la organización de:
- Ligas:
  - Primera División de Chipre
  - Segunda División de Chipre (dividido en dos grupos, con ascensos y descensos entre ellos)
  - Tercera División de Chipre
  - Cuarta División de Chipre
- Torneos de copas:
  - Copa de Chipre
  - Supercopa de Chipre
  - Copa de División Menor de Chipre
- Selecciones nacionales:
  - Selección de fútbol de la República de Chipre
  - Selección de fútbol sub-21 de la República de Chipre

## Equipos
Los equipos más importantes y grandes de la historia del fútbol en Chipre son el APOEL, con 23 títulos de liga, seguido por el Omonia Nicosia, con 20 títulos, y el Anorthosis con 13. Los dos primeros son los más poderosos del país, ambos de la capital del mismo, Nicosia, y forman el derbi más importante dentro de Chipre.
En la Liga de Campeones de la UEFA 2011-12, el APOEL llegaría hasta los cuartos de final, cuando sería derrotado por el Real Madrid. Esto fue lo más lejos que ha llegado un equipo chipriota en Europa.

## Selección nacional
El combinado nacional chipriota todavía tiene que calificar para cualquier gran competición de la FIFA o la UEFA, pero ha ido mejorando en los últimos torneos clasificatorios.
En octubre de 2010, llegó al puesto más alto en la clasificación mundial de la FIFA, siendo este el puesto 43.º. Chipre está actualmente en el puesto 96.º (en la lista del 9 de abril de 2015).